# Draugen

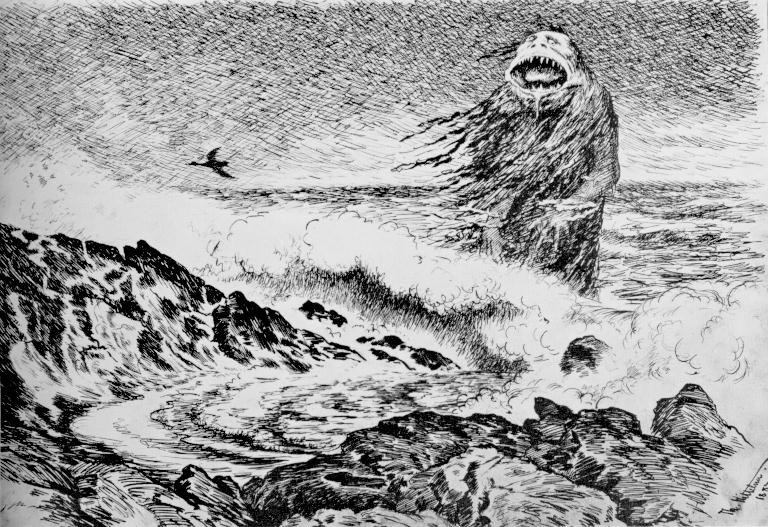
De draugen op een oude prent

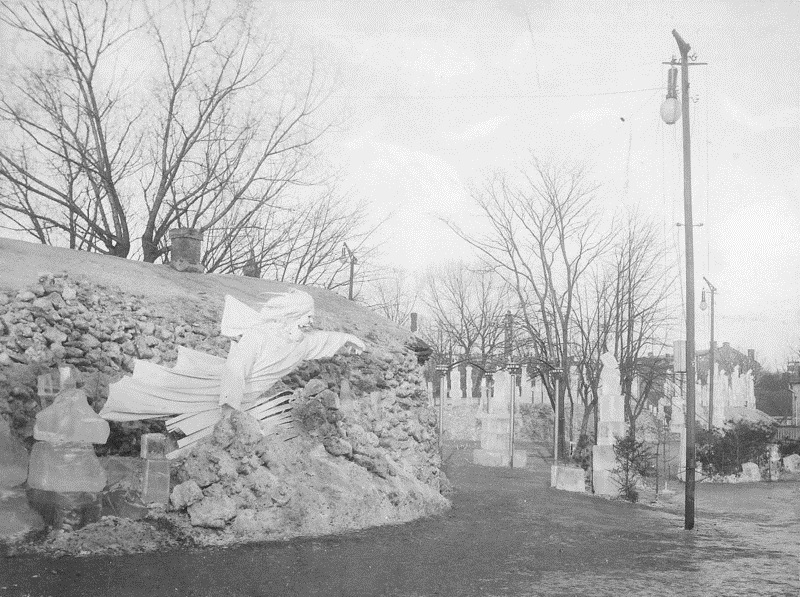
Een ijssculptuur van een draugen, 1890 tot 1900

De draugen (Oudnoors: draugr, IJslands: dragur, Faeröers: dreygur, Noors, Zweeds, en Deens: draugen) is een ondood wezen uit de Noordse mythologie dat rond zijn graf rondwaart en meestal een schat beschermt.
Het woord komt van het Proto-Indo-Europees *droughos, "spook", van de stam *dreugh-, "bedriegen"; vergelijk het Nederlandse gedrocht.

## Kenmerken
Volgens oude legenden is hij zo zwart dat het pijn doet aan je ogen. De vier witte ogen hebben geen pupillen. De draugen is alwetend.

## Legende
Verschillende mensen hebben geprobeerd de draugen te temmen, maar elk werden zij zonder geheugen teruggevonden.

## Trivia
- In het spel Skyrim uit de The Elder Scrolls-serie worden graftombes van binnen bewaakt door gelijknamige wezens die de schatten van de doden bewaken, net als de oorspronkelijke draugen.